# Jean Jacques Nicolas Huot
Pour les personnes ayant le même patronyme, voir Huot.
Jean Jacques Nicolas Huot, né le 12 février 1790 à Paris et mort le 19 mai 1845 à Versailles, est un géographe, géologue et naturaliste français.

## Biographie
Membre de plusieurs sociétés savantes, il est l'un des membres fondateurs de la Société géologique de France (1830).
Il a laissé différents travaux d'histoire naturelle (sur les fossiles animaux  et végétaux), de géologie et de géographie.
Il est le continuateur du Précis de la Géographie universelle de Malte-Brun, inachevée à la mort du savant danois en 1826 et terminée en 1829.
Il a participé aux Suites à Buffon éditées par la librairie Roret pour la géologie, et a supervisé l'achèvement du dernier des cinq volumes du Dictionnaire de géographie physique écrit par Nicolas Desmarest pour l'Encyclopédie méthodique de Panckoucke.
Il était, à la fin de sa vie, conservateur de la bibliothèque de la ville de Versailles.

## Hommages
- la przibramite de Huot, une variété de sphalérite cadmifère (un sulfure de fer riche en cadmium), a été nommée en l'honneur de Jean Jacques Nicolas Huot en 1848[1].